# Христозов, Руси
Руси Христозов Господинов (болг. Руси Христозов Господинов; 13 ноября 1914, Мусачево — 20 декабря 1990, София) — болгарский коммунистический политик, один из руководителей спецслужб и карательных органов НРБ. В 1949—1951 возглавлял МВД, затем до 1962 руководил экономическими ведомствами. Активно участвовал в подавлении оппозиции и политических репрессиях. Отстранён в 1962 в порядке «борьбы с извращениями времён культа личности».

## Учёба и подполье
Родился в крестьянской семье. В 15-летнем возрасте вступил в Болгарский коммунистический союз молодёжи. Учился на агронома в Софийском университете, отчислен за участие в студенческой забастовке. В 1936 получил образование финансиста в Университете национального и мирового хозяйства. Снова поступил в Софийский университет, в 1940 окончил юридический факультет.
С 1934 Руси Христозов — член БКП. Был организатором военизированных формирований компартии. В 1941—1943 дважды арестовывался властями, но оба раза быстро освобождался.

## «Красный Гешев» в МВД
После прихода БКП к власти в 1944 Руси Христозов занимал руководящие посты в МВД. Руководил управлением в Софии, курировал вооружённые силы МВД («Народная милиция»), занимался формированием органов госбезопасности НРБ. С 1948 — первый заместитель министра внутренних дел Антона Югова. За свою роль в создании оперативных схем и агентурной сети Христозов получил прозвище «Красный Гешев».
Христозов считал целесообразным сохранять на службе бывших сотрудников царских спецслужб, доказавших лояльность коммунистам. В частности, Христозов и Димо Дичев добились помилования Андрея Праматарова — руководителя царской разведки и контрразведки, осуждённого Народным судом на смертную казнь. Праматаров был освобождён и стал одним из создателей разведывательных органов НРБ.
В 1949—1951 генерал-лейтенант Руси Христозов — министр внутренних дел НРБ. Он играл видную роль в расправах над оппозицией, борьбе с Горянским движением и партийных чистках, в частности, процессе и казни Трайчо Костова.
В 1951 Руси Христозова сменил во главе МВД Георгий Цанков. Христозов перешёл на экономические ведомства. До 1956 возглавлял министерство снабжения, в 1956—1959 был председателем Госплана, в 1959—1962 — министром торговли.

## «Справедливость требует наказания»
В 1962 генеральный секретарь ЦК БКП Тодор Живков укрепил и консолидировал свою власть. При этом подлежал устранению ряд высокопоставленных функционеров времён Вылко Червенкова, особенно из числа силовиков. С этой целью 4 ноября 1962 был созван пленум ЦК.
Живков выступил с докладом «Об извращениях и нарушениях социалистической законности во времена культа личности». Вина за «извращения и нарушения», в том числе за «средневековые гитлеровские пытки в ДС», была возложена на «орудия Сталина» — Вылко Червенкова, Антона Югова, Георгия Цанкова, Георгия Кумбилиева, Ивана Райкова, Апостола Колчева и Руси Христозова (при этом отличавшийся особой жестокостью Мирчо Спасов, ближайший подручный Живкова, в этом контексте не упоминался).
Христозов, которому вменялись в вину в основном внутрипартийные репрессии, выступил на пленуме с ритуалом партийной «самокритики»:

Товарищи, факты и подробности моей огромной вины перед ЦК партии и партией в целом за нарушения нашей социалистической законности во время культа личности, хорошо известны Центральному комитету. Товарищ Живков совершенно справедливо сказал, что мы должны довести выводы до логического завершения, и наша партия накануне VIII съезда закроет тёмную главу своей истории… Я мысленно ставлю себя на место товарищей, которые на основе ложных обвинений, по моей вине, были арестованы, подвергнуты пыткам, поруганию партийной и гражданской чести. Некоторые из них погибли. Это чрезвычайно тяжело… Пока я жив, буду нести груз тяжких преступлений. Прошу понять меня, товарищи… Как учит наша партия, справедливость требует моего наказания.

## Конец карьеры
По итогам пленума Руси Христозов был выведен из ЦК БКП и правительства НРБ. Однако его карьера полностью завершилась не сразу. В 1962—1963 он был послом НРБ в ГДР. С 1963 до 1971 возглавлял предприятия пищепрома. Наконец, в 1971—1979 служил в министерстве сельского хозяйства. Однако к политическим решениям и силовым структурам он более не имел отношения.
Последнее десятилетие Руси Христозов прожил пенсионером. Скончался вскоре после падения режима НРБ.